# Katastrophen auf See
Katastrophen auf See war eine Heftromanreihe, die von der Deutschen Gesellschaft zur Rettung Schiffbrüchiger herausgegeben wurde.

## Daten
Insgesamt erschien zwischen 1951 und 1981 15 Hefte ohne Nummerierung.
Die Hefte wurden nicht über den Zeitschriftenhandel vertrieben und grenzen sich bewusst von den „Schundheften“ ab. Vom Herausgeber (Deutsche Gesellschaft zur Rettung Schiffbrüchiger) wurde die Reihe wie folgt beworben: „Anerkannte Schriftsteller schildern in unserer Schriftenreihe Katastrophen auf See hervorragende Rettungstaten nach Originalberichten spannend und den Tatsachen entsprechend.“ Alle Hefte waren vorab von den Jugendschriften-Ausschüssen geprüft und wurden für den Schulgebrauch empfohlen.
Zu den „anerkannten Schriftstellern“ zählte auch der Landser-Autor und frühere NS-Schriftsteller Fritz-Otto Busch. Dieser schrieb auch für die Heftromanreihen SOS – Schicksale deutscher Schiffe und Anker-Hefte. Seefahrt in aller Welt – von denen sich diese Reihe bewusst abgrenzte. Hans Berber-Credner wiederum ist außerhalb dieser Reihe nur noch als Autor einer Denkschrift zur Geschichte und Arbeit der DGzRS in Erscheinung getreten.
Teilweise waren die Hefte mit Zeichnungen illustriert, oft aber auch mit Fotos. Kapitelüberschriften teilen die kleinen Hefte, ähnlich wie bei Büchern üblich, auf.
Es gibt 1963, 1975 und ca. 1980 Nachauflagen mit veränderten Covern und leicht überarbeiteten Texten.

## Erschienene Hefte
| Autor               | Titel                                        |
| ------------------- | -------------------------------------------- |
| Fritz-Otto Busch    | Der Untergang des Dampfers Teeswood          |
| Fritz-Otto Busch    | Die Strandung der finnischen Bark „Paul“     |
| Fritz-Otto Busch    | Wo bleibt die „Nossan“?                      |
| Fritz-Otto Busch    | Die Todesfahrt des Rettungsbootes „Vegesack“ |
| Hans Berber-Credner | Die Rettungstat von Látrabjark               |
| Fritz-Otto Busch    | Im Packeis vor Langeoog                      |
| Harry Naumann       | Retter an der Küste                          |
| Fritz-Otto Busch    | Gestrandet auf Gross-Vogelsand               |
| Hans Georg Prager   | „Njandoma“ funkt SOS                         |
| Hans Georg Prager   | Im Hexenkessel der Aussenweser               |
| Hans Georg Prager   | Die Ostsee ist kein Ententeich               |
| Hermann Neuber      | Das Jahr der Stürme                          |
| Hermann Neuber      | Notsignale über der Kieler Bucht             |
| Hermann Neuber      | Volle Fahrt durch schwere See                |
| Hermann Neuber      | Windstärke zwölf                             |